# TQL Стейдиъм
„TQL Стейдиъм“ е футболен стадион в Синсинати, Охайо, САЩ. Това е домакинският стадион на ФК „Синсинати“ от МЛС. Стадионът има капацитет от 26 000 места.
По време на строежа стадионът е именуван „Уест Енд Стейдиъм“, преди местната компания Total Quality Logistics да получи спонсорските права през 2021 година.
Стадионът ще бъде домакин на мачове по време на Световното клубно първенство по футбол през 2025 г. и е приемал двубои от Голд Къп 2023.